# 松平正升
松平 正升（まつだいら まさのり）は、江戸時代中期から後期の大名。上総大多喜藩の第4代藩主。大河内松平宗家6代。

## 生涯
寛保2年（1742年）10月25日、第3代藩主松平正温の長男として生まれる。『寛政重修諸家譜』は元文5年（1740年）生まれとしている。宝暦7年（1757年）12月18日、従五位下・織部正に叙任する。明和4年（1767年）9月25日、父の隠居により家督を継ぐ。この日、備前守に改めた。
大坂加番も務めた。享和3年（1803年）5月23日、病気を理由に長男の正路に家督を譲って隠居し、同年11月晦日に死去した。

## 系譜
父母
- 松平正温（父）

正室
- 恭 - 本庄資訓の養女、松平資順の娘

子女
- 松平正路（長男）
- 永井直旧正室 - 生母は恭
- 井上正定継々室